# Elementare Musikpädagogik
In der Elementaren Musikpädagogik (EMP) geht es um einen grundlegenden Musikunterricht, der die gesamte Breite des Umgangs mit Musik umfasst. Der Anspruch einer Grundlage schaffenden Musikpädagogik geht dabei über das rein Propädeutische hinaus und zielt auf die wesentlichen musikalischen Erfahrungsfelder ab, die sowohl das reproduktive als das produktive Musizieren umfassen. Im Zentrum stehen die Konzentration auf eigene Wahrnehmungen, das Erkunden und Ausprobieren, das Improvisieren sowie das Gestalten von Liedern, Tanzformen, szenisch-musikalischen Spielformen und Musikstücken aller Art.

## Inhaltsbereiche
Singen, Instrumentalspiel, Bewegung und Tanz, Wahrnehmen und Erleben von Musik, denkerisches Erfassen von Musik einschließlich des Übertragens in Symbole sowie das Verbinden von Musik mit anderen Formen künstlerischen Ausdrucks. Diese Inhaltsbereiche werden in der EMP zwar gesondert aufgezählt, es wird aber als ein besonderes pädagogisches Qualitätsmerkmal gesehen, wenn es gelingt, sie auf jeweils angemessene und situationsbezogene Art zu verbinden.

## Pädagogische Prinzipien
Die pädagogischen Prinzipien der EMP sind:
- spielorientiert
- experimentell
- kreativ
- prozessorientiert
- intermedial
- körperorientiert
- beziehungsorientiert
- offen.[1]

## Berufspraxis
Während der Begriff „Elementare Musikpädagogik“ für die Disziplin, das Lehrgebiet, das Studienfach steht, lässt sich die Praxis in den Gruppen, der Fachgegenstand, mit dem sich die Lehrenden und die Teilnehmenden beschäftigen, als „Elementare Musikpraxis“ oder auch als „Elementares Musizieren“ bezeichnen. Die Elementare Musikpraxis stellt einen wesentlichen und grundlegenden Beitrag zur musikalischen Bildung dar und berührt dabei zahlreiche Faktoren der Persönlichkeitsbildung. Das Lehrgebiet „Elementare Musikpädagogik“ (EMP) beschäftigt sich mit Bedingungen, Zielen, Inhalten und Methoden der Elementaren Musikpraxis mit Menschen verschiedenen Alters – vom Baby bis zum älteren Menschen.

### Mögliche Arbeitsfelder
Elementares Musizieren mit Eltern-Kind-Gruppen, mit Kindern und Jugendlichen (Elementare Musikpraxis mit Vier- bis Sechsjährigen und Sechs- bis Siebenjährigen, Spiel- und Singkreise, Musik- und Theatergruppen, Trommelgruppen o. ä.), mit Erwachsenen und Senioren.
Zwei zentrale Begrifflichkeiten ermöglichen es, die Didaktik der EMP von einer klassischen Musikdidaktik zu unterscheiden. Es sind dies: „das Elementare“ und „das Künstlerische“.

## Das Elementare
Carl Orff definierte das Elementare so: „zu den Elementen gehörig, urstofflich, uranfänglich, anfangsmäßig.[...] Elementare Musik ist nie Musik allein, sie ist mit Bewegung, Tanz und Sprache verbunden, sie ist eine Musik, die man selbst tun muß, in die man nicht als Hörer, sondern als Mitspieler einbezogen ist. Sie ist vorgeistig, kennt keine große Form, keine Architektonik, sie bringt kleine Reihenformen, Ostinati und kleine Rondoformen. Elementare Musik ist erdnah, naturhaft, körperlich, für jeden erlern- und erlebbar, dem Kinde gemäß.“
Ulrike Jungmair beschrieb das Elementare im Sinne Carl Orffs und mit Bezugnahme auf Wolfgang Klafki weniger als „das Einfache“, sondern viel mehr als „das Wesentliche“, also das, was als das Wesen einer Sache innewohnt. Im Mittelpunkt der Elementaren Musikpädagogik steht demnach „der aus sich bewegte, spielende, sprechende, musizierende, tanzende Mensch. Seine Fähigkeit, aus sich selbst tätig zu werden, zu handeln und zu gestalten, bildet für den Lehrer Anknüpfungs- und Ansatzpunkte, ihm zu individuellen Darstellungsformen zu verhelfen, ihn zu deren schöpferischer Gestaltung anzuregen.“ Dies geschieht unter Beanspruchung aller Sinnes- und Wahrnehmungserkenntnisse des Menschen. Intuition, Exploration, Spielen, Üben, Improvisation und Komposition verbunden mit Rezeption und Reflexion führen zu einem bewussten Umgang mit einem der größten Geschenke der Menschheit, der Musik, die auch Sprache, Tanz und Bewegung involviert. Elementares Musizieren kann natürlich auch das Ersterlebnis, das Einfache sein, doch gleichzeitig auch die ausgereifteste Form künstlerischer Tätigkeit.

## Das Künstlerische
Christoph Richter beschrieb das Künstlerische als „eine Tätigkeit, die hervorbringt, was so oder auch anders sein kann, was also frei ist in seiner Gestaltung, seiner Ausstrahlung, seiner Wirkung und Mitteilung“. Pauls und Metz erläutern dazu wesentliche Kriterien, die sowohl die Lehrenden als auch die Lernenden betreffen. Das musikalisch künstlerische Handeln ist somit gerichtet auf
1. „den differenzierten und originellen Umgang mit der Wahrnehmung, also das gesamte Feld der Wahrnehmungserziehung im Kontext der ästhetischen Erfahrung
2. das Hervorbringen einer Idee, eines Einfalls, eines Impulses sowie das kreative Umgehen mit diesem Angebot.
3. die Ausdrucks- und Gestaltungsmöglichkeiten, Handhabefertigkeiten. Technik. Das kompetente und originelle Benutzen von Material.“[6]

Diese drei wesentlichen Parameter der künstlerischen Arbeit machen deutlich, warum die EMP ein solch breites Arbeitsfeld abdecken kann und muss. Musik beginnt nach Carl Orff „im Menschen, und so die Unterweisung“. Der Mensch mit seinen Fähigkeiten, Fertigkeiten und Potentialen steht im Mittelpunkt. Elementare Musik ist prozesshaft, wird von Menschen jeden Alters gespielt, gesungen, getanzt, erfunden. Sie ist geprägt vom miteinander und voneinander Lernen in einer Gruppe häufig ungleich motivierter und vorbereiteter Teilnehmer. Das kreative Schaffen im Sinne des Künstlerischen ist zentrale Tätigkeit: Es bedeutet Improvisation und Gestaltung, produktive Selbsttätigkeit auf allen Stufen des Könnens, nicht erst nach Bewältigung der technischen Voraussetzungen, sondern bereits als Motivation, diese aus eigenem Antrieb zu schaffen.

## Ausbildungsmöglichkeiten
Das Studienfach Elementare Musikpädagogik kann als Hauptfach oder als ergänzendes Fach in verschiedenen Kombinationen mit einem Instrument oder Gesang an den meisten deutschen Musikausbildungsinstituten studiert werden.
In Österreich werden an acht verschiedenen Orten und elf verschiedenen Abteilungen bzw. Instituten Studien, Studienschwerpunkte und Lehrgänge zur Elementaren Musikpädagogik, zur Musik- und Bewegungspädagogik (Rhythmik) und zur Elementaren Musik- und Bewegungs-/Tanzpädagogik (Orff-Schulwerk) angeboten.
In der Schweiz wird das Fach auf Grund der am meisten verbreiteten beruflichen Tätigkeiten mit „Musikalische Grundschule“ oder „Musikalische Grundkurse“ benannt. Es zeichnet sich eine Tendenz ab, das Fach in Schulen, vor allem in der Basisstufe, als verbindliches Fach mit speziell ausgebildeten Lehrkräften zu etablieren. Ausbildungsmöglichkeiten gibt es an den Musikhochschulen Basel und Zürich sowie als Spezialisierung innerhalb der Primarlehrerausbildung im Kanton St. Gallen.
Ausbildungen, welche sich dem Ansatz einer grundlegenden Elementaren Musikpädagogik widmen, werden in unterschiedlicher Form in diversen Ländern (unter anderem Italien, Tschechien, USA, Neuseeland, Korea, China) angeboten.

## Der Arbeitskreis Elementare Musikpädagogik (AEMP) in Deutschland
Der AEMP ist ein Zusammenschluss von Lehrenden an Ausbildungsinstituten für EMP in Deutschland. Zweck des Arbeitskreises ist die Beschäftigung mit Inhalten und Aufgaben des Studienfaches EMP. Auf den zweimal jährlich stattfindenden Tagungen arbeitet er unter anderem an folgenden Themen:
- Rahmenbedingungen und Inhalte der Studienordnungen
- Fortentwicklung und Erweiterung von Inhalten und Strukturen des Studienfaches
- Darstellung des Faches nach außen
- Erschließung vielfältiger Arbeitsfelder für Absolventen
- Publikationen zu EMP-relevanten Themen aus Praxis und Forschung* Organisation und Durchführung fachspezifischer Symposien* Kooperationen mit Fachverbänden und Vereinigungen * Kriterien zur Qualitätssicherung von Fort- und Weiterbildung* Empfehlungen zu inhaltlichen und organisatorischen Rahmenbedingungen im Berufsfeld

## Elementare Musikpädagogik Arbeitsgemeinschaft (EMP-A) in Österreich
Der Verein EMP-A vernetzt alle universitären Ausbildungsinstitutionen Österreichs, die von ihrer Fachausrichtung und Organisationsform her sehr unterschiedliche Entwicklungslinien und Profile repräsentieren. Unter dem Dach der EMP-A treffen sich Elementare Musikpädagogik, Elementare Musik- und Bewegungs-/Tanzpädagogik sowie Musik- und Bewegungspädagogik/Rhythmik. Die Mitglieder des Vereins bieten eine Diskussionsplattform und unterstützen alle vertretenen Fachrichtungen in ihrer besonderen Profilierung. Die EMP-A zielt aber auch darauf, gemeinsame Interessen öffentlich zu vertreten und das Berufsfeld der Absolventen zu entwickeln.

## Begriffliche Abgrenzung
- In den 1960er und 1970er Jahren etablierten sich an den Musikschulen in Deutschland die Fächer Musikalische Früherziehung (MFE) zur frühzeitigen Heranführung an Musik und Musikalische Grundausbildung (MGA) als vorbereitender Unterricht für späteren Instrumental- bzw. Gesangsunterricht. Nach dem heutigen Verständnis haben sich jedoch zahlreiche weitere Zielgruppen entwickelt, weshalb allgemein von Elementarer Musikpraxis gesprochen wird.
- Das Orff-Schulwerk ist ein nach dem Komponisten und Pädagogen Carl Orff benanntes musikpädagogisches Konzept. Grundlage des Orff-Schulwerks ist der kreative Umgang mit den Ausdrucksmedien Musik, Sprache und Bewegung und deren verbindendem Element Rhythmus. Begrifflich und inhaltlich direkt verbunden mit dem Orff-Schulwerk sind die Publikationen von Carl Orff und Gunild Keetman „Musik für Kinder – Orff-Schulwerk“ und das Orff-Instrumentarium.
- Die Rhythmik geht auf den Komponisten und Musikpädagogen Émile Jaques-Dalcroze zurück und meint in ihrer ursprünglichen Konzeption einen körperorientierten Zugang zu Musik durch Übertragung musikalischer Gestaltungselemente in Bewegung. Das Wahrnehmen, Erforschen, Improvisieren und Komponieren unterschiedlicher Beziehungsqualitäten von Musik und Bewegung in interaktiven Gruppensettings bildet den Kern der heutigen Praxis.
- Die Kodály-Methode ist eine musikpädagogische Konzeption, die nach dem Komponisten Zoltán Kodály benannt ist. Im Mittelpunkt steht der Erwerb von Theoriewissen und musikalischer Technik als Grundlage zum Musikverstehen und Musizieren durch Singen. Eine zentrale Rolle nimmt in der Kodály-Konzeption die relative Solmisation ein.